# Хигинсон (Арканзас)
Хигинсон (енгл. Higginson) град је у америчкој савезној држави Арканзас.

## Демографија
По попису из 2010. године број становника је 621, што је 243 (64,3%) становника више него 2000. године.
| Група             | 2000.       | 2010.       |
| Белци             | 361 (95,5%) | 544 (87,6%) |
| Афроамериканци    | 0 (0,0%)    | 11 (1,8%)   |
| Азијати           | 1 (0,3%)    | 6 (1,0%)    |
| Хиспаноамериканци | 7 (1,9%)    | 45 (7,2%)   |
| Укупно            | 378         | 621         |